# Oliván
Oliván (arag. Olibán) – miejscowość w Hiszpanii, w Aragonii, w prowincji Huesca, w comarce Alto Gállego, w gminie Biescas, w pobliżu rzeki Jubera.
W miejscowości znajduje się słynny most Olibán, o którym mówi się:
Por el puente de Oliván (Przez most Olibán)
nadie viene nadie va. (nikt nie przechodzi, nikt nie chodzi)
Por el puente Oliván (Przez most Olibán)
solo pasa el Alemán. (przechodzi tylko Niemiec)